# Vulkanisk kontinent
Vulkanisk kontinent är en reseskildring av Artur Lundkvist utgiven 1957.
Boken skildrar en halvårslång resa genom Sydamerika som Lundkvist gjorde 1956. Boken som Lundkvist i sin självbiografi beskrev som "ett komprimerat snabbporträtt av en hel kontinent" ger en ingående och mångsidig karaktäristik av de olika ländernas kultur, samhälle, historia, politik och natur.
Länderna som skildras är i den ordning de förekommer i boken: Venezuela, Colombia, Ecuador, Peru, Bolivia, Chile, Argentina, Paraguay, Uruguay och Brasilien.
Vulkanisk kontinent har väckt stort intresse utomlands och är översatt till mer än tio språk.

## Mottagande
- "Vi har för närvarande i den svenska reselitteraturen ingen som överträffar honom när det gäller sensibilitet och inlevelse" – Dagens Nyheter
- "Ett av Lundkvists mest stimulerande verk. Den blandar på ett naturligt sätt reseintryck med märkliga skildringar av natur och folk, där Lundkvists bildsinne och förmåga att blanda stort och smått till levande, ibland koncentrerade, ibland utförliga beskrivningar rycker läsaren med, får honom att känna sig som en medresenär" – Paul Lindblom

## Upplagor
- Vulkanisk kontinent, Tidens förlag 1957 Libris
- Vulkanisk kontinent, Tidens bokklubb 1960 (något förkortad utgåva)